# Frightmare (Band)
Frightmare ist eine US-amerikanische Metal-Band aus Portland, Oregon, die im Jahr 2002 gegründet wurde.

## Geschichte
Die Band wurde Mitte 2002 von „Maniac“ Neil Smith gegründet. Noch im selben Jahr begann die Band mit den Arbeiten an den ersten Liedern, wobei diese lyrisch vor allem durch diverse Slasher-Filme der späten 1970er und frühen 1980er Jahren beeinflusst wurden. Die Aufnahmen zum Debütalbum Midnight Murder Mania fanden ebenfalls im selben Jahr statt, sodass das Album im Winter 2003 veröffentlicht wurde. Bis einschließlich 2004 pausierte das Bandprojekt, sodass sich die Bandmitglieder anderen Projekten widmen konnten. Anfang 2004 begannen die Arbeiten zum zweiten Album Bringing Back the Bloodshed. Das Album erschien im Jahr 2006 über Razorback Records.

## Stil
Die Band vermischt Einflüsse aus Death Metal, Thrash Metal, Grindcore und Punk. Der Gesang ist extrem tief und stets guttural gehalten, wobei auch der gelegentliche Einsatz von Pig Squeals üblich ist.

## Diskografie
- 2003: Midnight Murder Mania (Album, Razorback Records)
- 2006: Bringing Back the Bloodshed (Album, Razorback Records)